# Лакханг

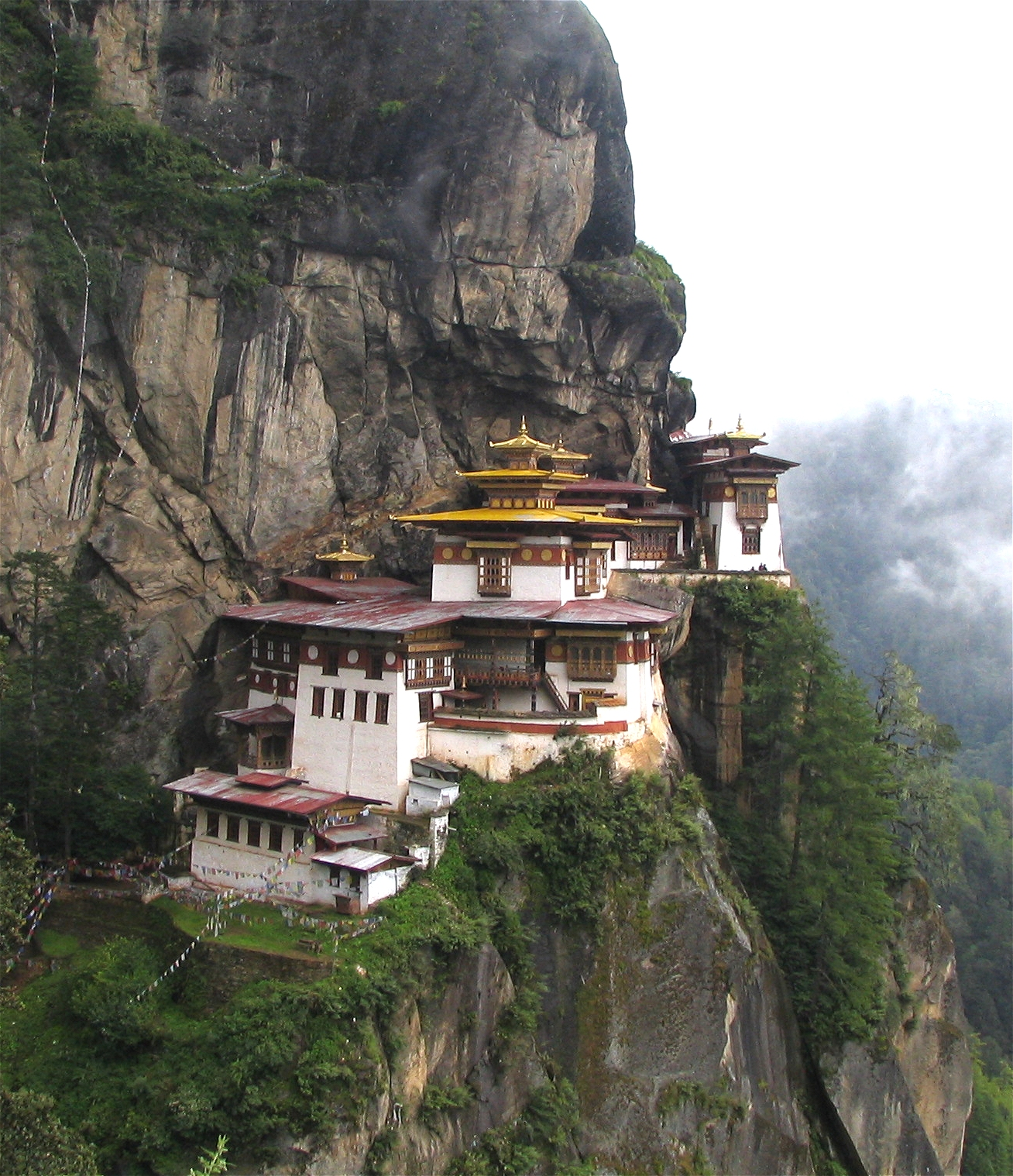
Таксанг-лакханг в Бутане

Лакханг (lhakhang, лхакханг) — малый буддийский храм или малый монастырь, содержащий драгоценные реликвии, имеющий особую ценность или находящийся под покровительством короля или князя. Лакханги имеются как правило в Тибете и Бутане. Основной задачей монахов в Лакханге является поддержание святого места, приём паломников и осуществление медитаций. В отличие от лакханга, гомпа — это сравнительно большой монастырь, в котором проживает и обучается значительное количество монахов. Лакханг может также входить в состав большого монастыря как отдельный храм.
Наиболее известны — Таксанг-лакханг и Курджей-лакханг в Бутане.